# Kryptogiełda
Kryptogiełda, inaczej giełda kryptowalut – serwis internetowy, gdzie użytkownicy składają oferty kupna i sprzedaży kryptowalut, takich jak np. bitcoin.

## Bezpieczeństwo kryptogiełd
Z uwagi na ryzyko⁣, jakim obciążone są transakcje internetowe oraz samo funkcjonowanie giełd w sieci, kryptogiełdy wprowadziły szereg zabezpieczeń mających uchronić użytkowników przed utratą środków lub kradzieżą tożsamości. Znane są przypadki, w których giełdy znikały z rynku w wyniku poważnego ataku hakerskiego, w którym skradziona została duża część środków klientów. Mimo to takie przypadki należą obecnie do rzadkości. Warto jednak dokładnie sprawdzić jak długo funkcjonuje dana giełda oraz jakie środki bezpieczeństwa wprowadziła.

## Kryptogiełdy a polskie prawo
Sprzedaż kryptowalut poprzez kryptogiełdy zgodnie z ustawą o podatku dochodowym od osób fizycznych należy zakwalifikować jako przychód powstały przy zbyciu praw majątkowych. Obrót Bitcoinami nie może korzystać ze zwolnienia z podatku przewidzianego dla usług finansowych, może więc powodować powstanie obowiązku zapłaty podatku VAT.
Od 13 lipca 2018 roku do 30 czerwca 2019 roku umowa sprzedaży kryptowaluty oraz umowa zamiany kryptowaluty na inną kryptowalutę nie podlega opodatkowaniu podatkiem od czynności cywilnoprawnych.

## Zestawienie kryptogiełd obsługujących PLN
W tabeli poniżej znajduje porównanie kryptogiełd obsługujących wymianę za złotówki.
| Nazwa          | Opis | Dostępne kryptowaluty                                                                                             | Dostępne waluty narodowe                                                     | Prowizje od transakcji                                         | Prowizja od wpłat/wypłat w PLN                    | Prowizja od wpłat/wypłat BTC | Prowizja od wpłat/wypłat ETH | Uwierzytelnianie                           | Weryfikacja                                              | Czas weryfikacji         |
| -------------- | --- | --- | ---------------------------------------------------------------------------- | -------------------------------------------------------------- | ------------------------------------------------- | ---------------------------- | ---------------------------- | ------------------------------------------ | -------------------------------------------------------- | ------------------------ |
| CoinPal.eu     | W listopadzie 2021 r. Yahoo! za pośrednictwem nowej zdecentralizowanej giełdy kryptograficznej o nazwie CoinPal.eu. Pozwala to na wypłatę Bitcoina na PayPal. | BTC, PP | PLN, GBP, USD, EURO                                                          | 0,2%                                                           | 0 / 0                                             | 0 / 0.0002 BTC               |                              |                                            | Nak                                                      | 15 min                   |
| zondacrypto    | Giełda funkcjonuje od 2014 roku i początkowo uchodziła za największą zarejestrowaną w Polsce jednak w 2018 roku przeniosła się na Maltę. zondacrypto (dawniej Zonda) próbuje również przyciągnąć do siebie użytkowników spoza Polski. Weryfikacja konta jest wymagana dla wpłat i wypłat fiat. | m.in. BTC, ETH, LSK, GAME, BCC, BTG, LTC, DASH, KZC, XRP                                                          | PLN, USD, EUR, GBP                                                           | 0,17–0,30%                                                     | 0,5% wartości przelewu (min. 9 PLN, max. 149 PLN) | 0/0.00045 BTC                | 0/0.00126 ETH                | Token SMS, Rublon lub Google Authenticator | Tak                                                      | do 15 minut              |
| Nevbit.com     | Mała giełda prowadzona od 2014 roku przez spółkę zarejestrowaną w Polsce | BTC, LTC | PLN                                                                          | 0,33%-0,48%                                                    | 0/zwykły 2 PLN                                    | 0,0001BTC/ 0,001LTC          | brak                         |                                            | Nie do 10 tys. PLN obrotu                                | 24 godz                  |
| Coindeal       | Mała giełda prowadzona od 2018 roku przez spółkę zarejestrowaną na Cyprze | BTC, ETH, FTO, DASH, LTC, XMR, XRP, TRX, LSK, X12, QTUM, XIN, NANO, SL, XVG, BCN, XP, BTK, SHND, DOGE, DFT, ONION | PLN, GBP, USD, EURO                                                          | 0,3% – 0,4%                                                    | 3% + 0.49 EUR / 2% + 5 EUR                        | 0 / 0.0008 BTC               | 0 / 0.01                     | SMS, Google Authenticator, OTP             | Tak                                                      | 15 min                   |
| CoinCasso      | Giełda powstała w 2019 roku, której pomysłodawcami i twórcami są Polacy. Ze względu na bardziej przyjazne prawo dla rynku kryptowalut giełda jest zarejestrowana w Estonii. Emituje własny token CCX, którego posiadanie zmniejsza prowizje za transakcje.                                     | BTC, ETH, USDT, LINK, SXP, SRM, UBT, BAT                                                                          | PLN, EUR                                                                     | 0.25% – 0.125% (w zależności od posiadanej ilości tokenów CCX) | 0 / 0                                             | 0.001 BTC                    | 0.0055 ETH                   | SMS, Google Authenticator                  | Weryfikacja konta jest wymagana dla wpłat i wypłat fiat. | do 1h                    |
| Kanga Exchange | Giełda prowadzona od 2018 roku przez spółkę zarejestrowaną na Belize. Posiada sieć ponad 350 kantorów w całej Europie, gdzie możliwy jest obrót gotówkowy. | BTC, ETH, USDT, LINK, KNG, 10SET, DOME, HERO, MATIC, DANCE                                                        | Posiada stablecoiny oPLN, oUSD i oEUR, które są odpowiednikiem PLN USD I EUR | 0,20%                                                          | 0 / 5PLN / 5USD / 5EUR                            | 0.0005 BTC                   | 0.004 ETH                    | Google Authenticator                       | Weryfikacja wymagana dla wpłat i wypłat FIAT.            | do 24 godz               |
| Binance        | Giełda powstała w 2017 roku, jej założycielem jest Changpeng Zhao. | BNB, DOGE, XRP, BTC, ETH, USDT, TUSD, LTC, SOL i ponad 500 innych kryptowalut                                     | EUR, PLN, USD, GBP, UAH, CZK,                                                | 0,1% - 0,012% (w zależności od poziomu VIP użytkownika)        | 0                                                 | 0.00062 BTC                  | 0.0032 ETH                   | Google Authenticator, SMS                  | Tak, weryfikacja KYC do wpłat i wypłat walut FIAT        | do 48 godz, zwykle do 1h |